# Detlef Kübeck

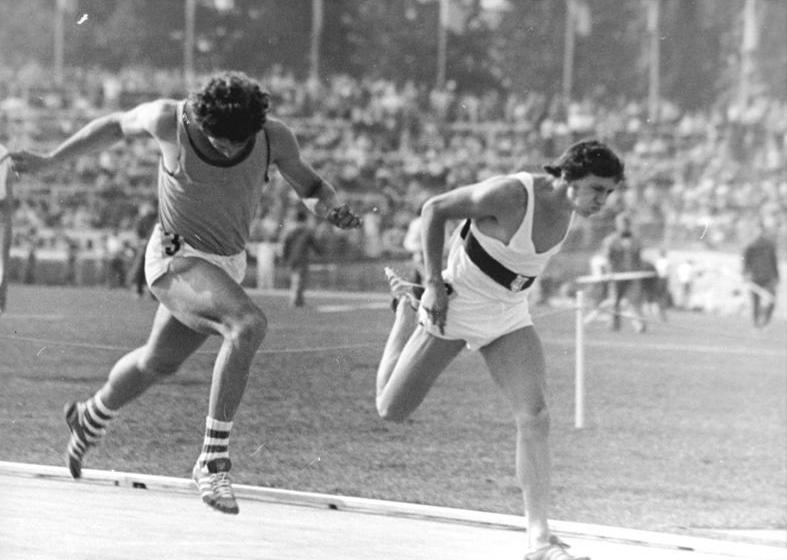
Bernhard Hoff (rechts) wird 1977 DDR-Meister im 200-Meter-Lauf vor Detlef Kübeck

Detlef Kübeck (* 22. Februar 1956 in Schwerin) ist ein deutscher Leichtathlet, der – für die DDR startend – bei den Europameisterschaften 1982 die Silbermedaille mit der 4-mal-100-Meter-Staffel der DDR gewann (38,71 s; Thomas Munkelt, Detlef Kübeck, Olaf Prenzler, Frank Emmelmann). Im 200-Meter-Lauf dieser Europameisterschaften schied er im Halbfinale aus.
Am 9. Juli 1982 in Karl-Marx-Stadt (heute Chemnitz) stellte er zusammen mit Thomas Schröder, Olaf Prenzler und Frank Emmelmann den derzeit noch gültigen deutschen Rekord in der 4-mal-100-Meter-Staffel mit 38,29 s auf.
- 1980 wurde er für die Olympischen Spiele in Moskau nominiert, konnte aber aufgrund einer Verletzung nicht teilnehmen.
- 1984 wurde er ebenfalls für die Olympischen Spiele in Los Angeles nominiert, allerdings wurden die Olympischen Spiele 1984 in L.A. von den Ostblockstaaten boykottiert.

Detlef Kübeck startete für den SC Traktor Schwerin. In seiner Wettkampfzeit war er 1,83 m groß und 84 kg schwer.
| Personendaten    | Personendaten          |
| ---------------- | ---------------------- |
| NAME             | Kübeck, Detlef         |
| KURZBESCHREIBUNG | deutscher Leichtathlet |
| GEBURTSDATUM     | 22. Februar 1956       |
| GEBURTSORT       | Schwerin               |